# Gitanillo de Triana
Francisco Vega de los Reyes, detto Gitanillo de Triana (Siviglia, 23 settembre 1903 – Madrid, 14 agosto 1931), è stato un torero spagnolo.

## Biografia
Conosciuto anche come Curro Puya, Francisco Vega de los Reyes prese il nome di Gitanillo de Triana per via delle sue origini gitane e la provenienza dall'omonimo quartiere di Siviglia.
La sua prima corrida si è tenuta a San Fernando il 18 maggio del 1924 mentre il suo esordio a Madrid risale al 30 luglio del 1926, dove si alternò a Lagartijo e Julio Mendoza. L'anno seguente arrivò addirittura a combattere 3 corride in un giorno solo, in sessioni pomeridiane e serali, a San Fernando, Siviglia e Cordova.
Nel 1928 vinse la "oreja de oro" in Messico. Nella stagione della corrida del 1930, combatté in tutte le 51 arene della Spagna.
Il 31 maggio del 1931 a Madrid, subì un'incornata molto grave alla coscia e all'anca, a causa della quale morì in ospedale  il 14 agosto. La sua degenza fu inizialmente seguita con grande apprensione da parte dei media spagnoli del tempo ma alla sua morte, 75 giorni più tardi, la notizia fu annunciata solo nella seconda pagina dei giornali.
Gitanillo de Triana è stato considerato un torero di grande stile e un maestro di veronicas e gli è stata intitolata una strada di Siviglia.
Anche il fratello minore Rafael (1915-1969) è stato un torero e inoltre adottato lo stesso soprannome Gitanillo de Triana, quindi sono a volte confusi.